# Лол (река)
Лол је повремена река која извире из Масива Бонго у близни границе са Централноафричком Републиком и тече према истоку кроз вилајет Западни Бахр ел Газал у Јужном Судану, све до ушћа у Бахр ел Араб недалеко од Абјеја. Дужина тока је око 500 km.